# Eduardo Martín Toval
Eduardo Martín Toval (Málaga, 5 de marzo de 1942-ib., 15 de enero de 2019) fue un abogado y político socialista español.

## Biografía

### Formación
Fue licenciado y doctor en Derecho. Durante su juventud estuvo vinculado a círculos cristianos progresistas en Málaga. Ingresó en el Cuerpo de Inspectores de Trabajo y en 1967 se trasladó a Barcelona como inspector de trabajo. Ya en Barcelona, fue profesor de derecho laboral en la Universidad Autónoma de Barcelona. También participó en la fundación del Centro de Estudios y Asesoramiento Laboral, un centro universitario de asesoramiento laboral a los trabajadores.

### Actividad política
En 1970 se incorporó a la ORT, organización a la que perteneció hasta 1972. Tras su salida, estuvo vinculado al grupo «El Topo Obrero», de tendencia obrerista y autogestionario, vinculado a las Comisiones Obreras de Barcelona. Posteriormente, ingresa en Convergència Socialista de Catalunya, que luego se convertiría en el PSC-Congrés, en cuya fundación tuvo una actuación destacada. Fue candidato al Congreso por la provincia de Barcelona por Socialistes de Catalunya, la coalición entre el PSC-Congrés y la Federación Catalana del PSOE en las elecciones generales de 1977, obteniendo el escaño y formando parte del grupo parlamentario de Socialistes de Catalunya, del que fue portavoz adjunto. 
Intervino muy activamente en la elaboración de la Constitución Española y, sobre todo, del Estatuto de autonomía de Cataluña, formando parte de la Comisión de los Veinte. Ya constituido el PSC, repitió candidatura y escaño en las elecciones generales de 1979, formando parte de nuevo del grupo parlamentario de los socialistas catalanes, del que fue portavoz. Sin embargo, no finalizó la legislatura, al presentarse a las elecciones al Parlamento de Cataluña de 1980 y obtener un escaño, siendo el portavoz del Partit dels Socialistes de Catalunya en dicho parlamento.
En 1982 abandonó el Parlamento de Cataluña para ser nuevamente diputado por Barcelona en el Congreso. Permaneció en el Congreso durante casi trece años, ya en el grupo socialista, revalidando su escaño en las elecciones de 1986, 1989 y 1993. Vinculado al guerrismo, fue portavoz adjunto y, desde 1985, sustituyendo a Javier Sáenz de Cosculluela, portavoz del grupo parlamentario socialista, y presidente del grupo, desde 1986 hasta 1993, cuando como candidato guerrista perdió la votación en el grupo parlamentario ante Carlos Solchaga. Fue miembro del comité federal del PSOE hasta el xxxiii Congreso Federal (1994). En 1995 renunció a su escaño para optar a la alcaldía de su ciudad natal, Málaga, sin conseguir pasar del tercer lugar —el triunfo correspondió a la candidata popular, Celia Villalobos—. Aunque PSOE e IU tenían más concejales que el PP, no se produjo pacto entre las formaciones de izquierda, pasando la alcaldía a Celia Villalobos. Toval permaneció en el consistorio malagueño como portavoz socialista hasta 1998, cuando fue derrotado en las primarias socialistas para la candidatura a alcalde de la ciudad.
Posteriormente volvió a la administración, en la Inspección Provincial de Trabajo y Seguridad Social de Málaga. En 2004 fue responsable de la Consejería de Trabajo y Asuntos Sociales en la Embajada española en Marruecos.

## Vida personal
Se casó en segundas nupcias en 1990. Tuvo tres hijos con su primera mujer, de la que se divorció.
Falleció el 15 de enero de 2019 en la ciudad de Málaga, España a los 76 años de edad.